# Vogal central média
A vogal central média, também conhecida como Xevá ou Schwa é um tipo de som vocálico usado em algumas línguas faladas. O símbolo no Alfabeto Fonético Internacional é ə que é derivado de um "e" girado 180 graus. O livro da Associação Fonética Internacional não define o ə como vogal arredondada porque ela é mais frequentemente não arredondada do que arredondada. A foneticista Jane Setter descreve a pronunciação das variantes não arredondadas da seguinte forma: é um som que pode ser produzido basicamente pelo relaxamento dos articuladores na cavidade oral.. No mesmo artigo ela cita que esta vogal xevá é uma vogal que ocorre comumente no Inglês Britânico do Sul (Inglês com sotaque) e no RP.
Alguns idiomas, como a Língua dinamarquesa e a Língua luxemburguesa possuem uma vogal central média que é uma variante arredondada. Em outros idiomas a mudança de arredondamento é acompanhada de mudanças na altura e posteridade. Por exemplo, na Língua holandesa o alofone não arredondado de /ə/ é vogal central média mas seu alofone arredondado é uma vogal anterior semifechada arredondada [ø̠].
O símbolo ⟨ə⟩ é frequentemente usado para qualquer xevá independentemente da precisão, isto é, sem a preocupação se realmente está a representar uma vogal central média. Por exemplo, um dicionário inglês pode apresentar uma palavra com um ⟨ə⟩ como vogal central não arredondada mas sem especificar que ela pode também se apresentar na prática como semifechada [ɘ], média [ə] ou semiaberta [ɜ]

## Características
- É uma vogal central, pois é realizado com a língua em uma posição intermediária entre uma vogal posterior e uma vogal anterior.
- É uma vogal média, pois a língua é posicionada entre uma vogal fechada e uma vogal aberta.
- É uma vogal não arredondada porque os lábios não são arredondados.